# Achaïe
L'Achaïe (prononcé : /a.ka.i/), située au nord-ouest de la péninsule du Péloponnèse, est une région de la Grèce antique (en grec ancien : Ἀχαΐα / Akhaḯa) et un ancien nome (en grec moderne : Αχαΐα / Achaḯa, /a.xa.ˈi.a/). Elle est depuis 2010 un district régional de la périphérie de Grèce-Occidentale dont le chef-lieu est Patras. Cette région s'étend sur plus de 6 000 km2, depuis le cap Avgo à l'est jusqu'au cap Áraxos à l'ouest, du golfe de Corinthe jusqu'à la frontière avec Élis et l'Arcadie d'une part, et Sicyone d'autre part.

## Géographie
Le pays est dominé par le massif montagneux du Panachaïkon (sommets à environ 2 000 m), qui le parcourt du nord au sud et sépare naturellement l'Achaïe orientale de l'Achaïe occidentale. Le golfe de Corinthe reçoit beaucoup de torrents provenant des monts d'Achaïe ou d'Arcadie ; les territoires des cités correspondent souvent aux bassins versants de ces torrents. Une étroite plaine côtière, le long de la partie occidentale, appelée Aigialos (Αἰγιαλός / Aigialós) c'est-à-dire « la côte », s'élargit considérablement vers l'ouest (Dymé) où se sont formées plusieurs lagunes.

## Histoire

### Grèce mythique et archaïque
L’Achaïe est réputée avoir été peuplée par les Pélasges, peuple indigène à la Grèce avant les migrations achéennes, éoliennes et ioniennes, et tirer son nom d'Égialée, roi de Sicyone. Dans le Catalogue des vaisseaux, l'Égiale est mentionnée comme rattachée à la cité de Mycènes, sous le commandement d'Agamemnon.
La région est, selon la mythologie grecque, le berceau des Achéens. Les Grecs distinguaient les Achéens de Phthie (Ἀχαιοὶ οἱ φθιῶται / Akhaioì hoi phthiỗtai) de ceux du Péloponnèse. Pour Hérodote, l'Achaïe est d'abord occupée par les Ioniens puis constitue pour les Achéens un refuge face à l'invasion des Doriens.

### Époque classique
L’Achaïe était organisée en villages qui se regroupèrent pour former des cités. Selon la tradition, Patras fut formée par la réunion de sept villages. Le mouvement de concentration aboutit, au Ve siècle av. J.-C., à la création de la Ligue achéenne, rassemblant douze cités, sur une base sans doute plus religieuse que politique. Elle fut dissoute par les Macédoniens Démétrios Ier Poliorcète et Cassandre.

### Époque hellénistique
La Ligue achéenne se reconstitua pour chasser les Macédoniens, en -280. Cette fois, elle se dota de solides institutions fédérales. À l'époque d'Aratos de Sicyone, elle se développa et rivalisa avec Sparte pour la suprématie en Grèce. Cette rivalité, liée aux imprudences commises par Philopœmen, conduisit cependant la Ligue à se laisser soumettre par les Romains.

### Province romaine
« Achaïe » devint le nom d'une province romaine, regroupant la totalité de la Grèce à l'exception de la Thessalie, de l'Épire et de l'Acarnanie. Après la division de l'Empire romain, l'Achaïe fit partie durant huit siècles de l'Empire romain d'orient, rattachée d'abord au Diocèse des Mésiens (dirigé depuis Thessalonique) puis à la « préfecture prétorienne » (ὑπαρχία τῶν πραιτωρίων / huparchía tỗn praitôríôn) d'Illyrie (ἐπαρχότης Ἰλλυρικοῦ / eparchótês illurikoû) et ensuite au thème du Péloponnèse. Pendant ce laps de temps, la région se christianise : voir André (apôtre) et Basilique Saint-André l'Apôtre de Patras.

### Moyen Âge
Après la quatrième croisade (1205-1210), Guillaume de Champlitte fonda la principauté d'Achaïe et prit le titre de « prince d'Achaïe ». Les princes francs régnèrent jusque vers 1430, la région étant alors reconquise par les grecs du despotat de Morée.

### Achaïe moderne

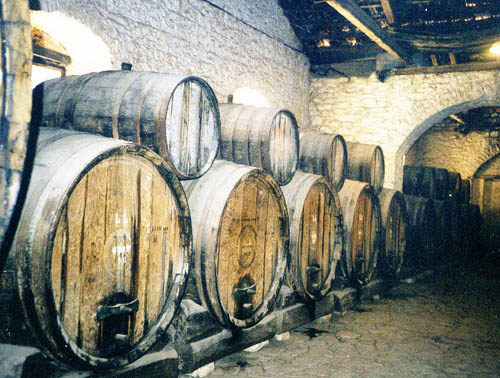
Vin « Achaia Clauss »

L'Achaïe tomba aux mains de l'Empire ottoman au milieu du XVe siècle. Elle fut conquise par les Vénitiens à la fin du XVIIe siècle mais reprise en 1715 par les Ottomans.
Aigio est l'une des nombreuses villes revendiquant d'avoir été la première à être libérée par les Grecs au début de la guerre d'indépendance en 1821, ainsi que plusieurs localités le jour suivant, dont la ville de Patras. L'Achaïe est la patrie de plusieurs acteurs de la révolution dont Zaimis, Athanásios Kanakáris, et Roufos, de Premiers ministres grecs dont Andréas Michalakópoulos et de chefs d'État. La région appartenait à la préfecture d'Achaïe-Elide jusqu'en 1899. L'Achaïe vit un afflux de réfugiés grecs chassés d'Asie Mineure pendant la guerre gréco-turque de 1919-1922. Des dizaines de milliers de personnes furent placées dans des camps dans la banlieue de Patras et de quelques villages, principalement sur le littoral.
Pendant la Seconde Guerre mondiale, l'Achaïe fut occupée d'abord par les troupes et la marine italiennes du printemps 1941 à l'automne 1943, puis par la Wehrmacht et la Kriegsmarine de l'automne 1943 à l'automne 1944. Elle subit la famine et les combats entre l'occupant et la résistance, mais fut épargnée par la guerre civile grecque qui suivit.

## Économie
L'Achaïe vit essentiellement du tourisme, de quelques industries portuaires à Patras, et de la viticulture. Le pont Rion-Antirion qui franchit le golfe de Corinthe la relie à la Grèce du Nord. Les voies ferrées (de Patras au Pirée et de Patras à Pyrgos) sont en perdition depuis la crise de la dette publique grecque, mais le chemin de fer à crémaillère de Diakofto à Kalavryta a été restauré pour le tourisme. À partir de Patras, des liaisons maritimes permettent de rejoindre l'Italie et à partir de Kyllini elles rellient les îles Ioniennes.

## Dèmes (municipalités)

Les dèmes d'Achaïe à la suite de la réforme Kallikratis (2010).

| Dème (municipalité)                   | Chef-lieu    | District municipal | code YPES | Chef-lieu        |
| ------------------------------------- | ------------ | ------------------ | --------- | ---------------- |
| 3. Achaïe-Occidentale (Dytiki Achaïa) | Káto Achaḯa  | Dymi               | 0707      | Kato Achaïa      |
| 3. Achaïe-Occidentale (Dytiki Achaïa) | Káto Achaḯa  | Larissos           | 0711      | Metochi (en)     |
| 3. Achaïe-Occidentale (Dytiki Achaïa) | Káto Achaḯa  | Movri              | 0715      | Sageika (en)     |
| 3. Achaïe-Occidentale (Dytiki Achaïa) | Káto Achaḯa  | Olenia             | 0723      | Lousika (en)     |
| 2. Aigialeia                          | Aigio        | Aigira             | 0701      | Aigira           |
| 2. Aigialeia                          | Aigio        | Aigio              | 0702      | Aigio            |
| 2. Aigialeia                          | Aigio        | Akrata             | 0703      | Akrata           |
| 2. Aigialeia                          | Aigio        | Diakopto (en)      | 0706      | Diakopto         |
| 2. Aigialeia                          | Aigio        | Erineós            | 0708      | Kamáres          |
| 2. Aigialeia                          | Aigio        | Sympoliteia        | 0720      | Rododáfni        |
| 4. Érymanthe                          | Chalandritsa | Farres             | 0722      | Chalandritsa     |
| 4. Érymanthe                          | Chalandritsa | Kalentzi           | 0710      | Kalentzi         |
| 4. Érymanthe                          | Chalandritsa | Leontio            | 0712      | Leontio          |
| 4. Érymanthe                          | Chalandritsa | Tritaia            | 0721      | Stavrodromi (en) |
| 5. Kalavryta                          | Kalavryta    | Aroanía            | 0704      | Tripótama        |
| 5. Kalavryta                          | Kalavryta    | Kalavryta          | 0709      | Kalavryta        |
| 5. Kalavryta                          | Kalavryta    | Lefkasi (en)       | 0713      | Klitoría         |
| 5. Kalavryta                          | Kalavryta    | Païon              | 0716      | Dafni            |
| 1. Patras                             | Patras       | Messátida          | 0714      | Ovryá            |
| 1. Patras                             | Patras       | Paralia            | 0717      | Paralia          |
| 1. Patras                             | Patras       | Patras             | 0718      | Patras           |
| 1. Patras                             | Patras       | Rio                | 0719      | Rio              |
| 1. Patras                             | Patras       | Vrachnaiika (en)   | 0705      | Vrachnaiika      |